# Alexandre Zabinas
Alexandre Zabinas (? — Antioquia, 123 a.C.) foi um rei da Síria, na época em que o Império Selêucida estava sendo partilhado entre seus vizinhos. Os sirios o chamavam de Zabinas porque ele havia sido comprado por Ptolemeu Fiscão para ajudar Ptolemeu. Ele seria, supostamente, um filho de Alexandre Balas.
Demétrio II Nicátor, filho de Demétrio I Sóter, reuniu suas tropas na Babilônia para atacar Ársaces, no ano seguinte, o terceiro ano da 160a olimpíada, ele foi capturado por Ársaces.
Demétrio permaneceu prisioneiro por dez anos, e voltou para reinar na Síria. Demétrio atacou o Egito, mas teve que se retirar quando encontrou a oposição de Ptolemeu Fiscão.
Ptolemeu instalou Alexandre Zabinas como rei da Síria; Demétrio foi derrotado em uma batalha perto de Damasco, tentou fugir para Tiro, que recusou sua entrada, e foi morto ao tentar escapar de barco, no primeiro ano da 164a olimpíada.
Demétrio foi sucedido por seu filho Seleuco V Filómetor, que morreu logo depois sendo caluniado pela própria mãe, e por outro filho Antíoco VIII Filómetor.
Alexandre Zabinas havia se tornado rei com apoio de Ptolemeu VIII Evérgeta II, mas passou a desrespeitar Ptolemeu e este, casando sua filha Trifena com Antíoco VIII Gripo, ajudou Gripo a conquistar o trono da Síria. Antíoco VIII Gripo derrotou Zabinas no terceiro ano da 166a olimpíada. Zabinas suicidou-se com veneno pois não suportou a derrota.